# Tibouchina mathaei
Tibouchina mathaei är en tvåhjärtbladig växtart som beskrevs av Célestin Alfred Cogniaux. Tibouchina mathaei ingår i släktet Tibouchina och familjen Melastomataceae. Inga underarter finns listade i Catalogue of Life.